# Лугове (Гур'євський міський округ)
Лугове (рос. Луговое) — селище Гур'євського міського округу, Калінінградської області Росії. Входить до складу Луговського сільського поселення.
Населення —  1203 особи (2015 рік). 

## Населення
| 1885 | 1910 | 1933 | 1939  | 2002  | 2010  | 2011  |
| ---- | ---- | ---- | ----- | ----- | ----- | ----- |
| 590  | ↘521 | ↗909 | ↗1335 | ↘1233 | ↗1716 | ↘1203 |